# Газета-копейка
«Газета копейка» — ежедневная бульварная газета, выходившая в 1908—1918 гг. в Петербурге.

## История
В первом номере газеты, вышедшем 5 августа (23 июля) 1909 года, редакция так сформулировала задачи нового издания:

 «Решившись на создание новой, независимой, общедоступной газеты в наше тяжкое, переходное время, мы прекрасно понимаем всю трудность нашей задачи. „Муть“, поднятая со дна океана народной жизни войной и революцией ещё не осела… Мы верим, что только дружной, мирной, созидательной работой и борьбой против всякой неправды и тьмы, можно слить воедино все деятельные силы страны, залечить тяжкие раны прошлого, и создать новую, красивую и справедливую жизнь, о которой мечтал покойный Чехов, вместе с лучшими умами всего человечества». 
На страницах «Газеты-копейки» публиковались актуальные городские новости, фельетоны, сообщения из-за рубежа, небольшие заметки, посвященные политической жизни России. Газета имела низкую стоимость (по сравнению с другими изданиями), благодаря чему пользовалась большой популярностью среди читателей (особенно, среди мещан и рабочих). На страницах издания особо подчёркивалось, что отличительной чертою от других газет является «общедоступность изложения — весь материал газеты излагается сжато, ясно, всем понятным языком». Одним из авторов газеты была мать Михаила Зощенко Елена Сурина, печатавшая в издании рассказы о жизни бедняков.
К «Газете-копейке» выходили многочисленные приложения, в том числе «Журнал-копейка» («с массой самых разнообразных рисунков и литературным материалом»), «Всемирная панорама» (еженедельный журнал для всей семьи), «Листок-копейка» (цветное еженедельное юмористическое издание), «Искорки» (еженедельный литературный и художественно-юмористический журнал), «Здоровая жизнь» (двухнедельный научно-популярный медицинский журнал), «Дом и хозяйство» (двухнедельный иллюстрированный журнал о домоводстве), «Библиотека сенсационных романов», «Волны» (художественно-литературный ежемесячный журнал), «Веселый балагур» (еженедельный юмористический журнал), «Зеркало жизни» (еженедельный иллюстрированный журнал), а также многочисленные календари и словари. «Газета-копейка» выходила в нескольких изданиях (в 1910, 1913 и 1916 гг. — в двух; в 1911 и 1912 — в трёх, в 1914 — четырёх), которые различались количеством и составом приложений. После Октябрьской революции газеты, как и многие другие издания, подверглась цензуре, что привело к прекращению выхода «Газеты-копейки» с ноября 1917 по март 1918. Вместо неё выходили «Газета-гривенник», «Газета-друг» и «Газета для всех». В августе 1918 года «Газета-копейка» была закрыта, как и большинство оставшихся к этому моменту несоветских изданий.

## Московская Газета-копейка
В 1909 году М. Е. Городецкий и В. А. Анзимиров начали выпускать в Москве «Газету-копейку» (с 1910 года «Московская газета копейка», с 1912 — «Московская копейка», в 1917—1918 — «Газета для всех»). Издание было весьма популярным (тираж в 1909 году достигал 60 000 экземпляров). В Ростове на Дону и Харькове накануне Первой мировой войны также выходили «Газеты-копейки», но к петербургскому и московскому изданию они отношения не имели.